# Кесовогорски рејон
Кесовогорски рејон (рус. Кесовогорский район) административно-територијална је јединица другог нивоа и општински рејон на истоку Тверске области, у европском делу Руске Федерације.
Административни центар рејона је варошица Кесова Гора. Према проценама националне статистичке службе, на подручју рејона је 2014. живело свега 7.998 становника или у просеку 8,31 ст/км².

## Географија
Кесовогорски рејон обухвата територију површине 962 км² и по површини најмањи је међу рејонима Тверске области. Граничи се са Кашинским рејоном на југу, на северу је Сонковски, а на западу Бежецки рејон. На истоку се граничи са рејонима Јарославске области.
Целокупна територија рејона налази се на подручју Горњоволшке низије, а рељефом рејона доминирају леве притоке реке Волге: Корожечна, која је уједно и најважнији водоток у рејону (извире на северозападу рејона), Кашинка (која пресеца рејон на пола у смеру запад-исток) и Медведица.

## Историја
Кашински рејонс успостављен је 12. јула 1929. као један од рејона тадашњег Бежечког округа Московске области, а настао је на територијама некадашњег Кесовског, Којског и Јуркиншког округа Тверске губерније.
Рејон је привремено распуштен већ у јулу следеће године, а цела његова територија долази под директну управу области. Након оснивања Калињинске области у јануару 1935. територија Кесовогорског рејона постаје делом ове области. Рејон је поново био распуштен у фебруару 1963, а поново је успостављен (у садашњим границама) 12. јануара 1965. године.

## Демографија и административна подела
Према подацима пописа становништва из 2010. на територији рејона је живело укупно 8.199 становника, а од тог броја у административном центру рејона је живело око половине укупне популације. Према процени из 2014. у рејону је живело 7.998 становника, или у просеку 8,31 ст/км².
| 1959.  | 1970.  | 1989.  | 2002. | 2010. | 2014.  |
| ------ | ------ | ------ | ----- | ----- | ------ |
| 20.644 | 13.781 | 10.235 | 9.289 | 8.199 | 7.998* |

Напомена: према процени националне статистичке службе.
На подручју рејона постоје укупно 174 сеоска и једно урбано насеље, административно подељени на 6 сеоских и једну урбану општину. Административни центар рејона је варошица Кесова Гора са око 3.800 становника.